# دادگاه عدالت و حقوق بشر آفریقا
دادگاه عدالت و حقوق بشر آفریقا (انگلیسی: African Court of Justice and Human Rights) یک دادگاه بین‌المللی و منطقه‌ای در آفریقا است و در سال ۲۰۰۴ از ادغام دادگاه آفریقایی حقوق بشر و مردم و دیوان عدالت اتحادیه آفریقا ایجاد شد.مقر این دادگاه در شهر آروشا، تانزانیا است.دادگاه دارای دو شعبه است، یک شعبه مختص امور حقوقی عمومی و دیگری به احکام قضایی در مورد معاهدات حقوق بشری اختصاص یافته است. در این زمینه دادگاه هم نقش مشورت دادن و هم نقش قضاوتی دارد. دادگاه صلاحیت تفسیر احکام خود را در شعبه استیناف دارد.